# میتا میچیترو
میتا میچیترو (انگلیسی: Mita Michiteru؛ زادهٔ ۱۶ مهٔ ۱۹۷۵) بازیکن فوتبال است.